# Nacho Contla
José Ignacio Contla Iglesias fue un actor mexicano. Nació el 6 de mayo de 1910 en Torreón, Coahuila. Desde muy pequeño (10 años) incursionó en el teatro, debutó en las carpas de Joaquín Pardavé conocido como “Teatro Cultural Encanto”.
De 1939 – 1941 probó suerte en Nueva York, pero al estallar la Segunda Guerra Mundial le notificaron que si decidía permanecer y obtener la ciudadanía en los Estados Unidos debía alistarse en el ejército estadounidense, por lo que decidió volver a México.
Contrajo matrimonio con Luz María Hernández Gaona, integrante del Dueto “Las Perlitas” tuvieron tres hijos: Guillermo Ignacio Contla Hernández,  Rosa María (Mónica Contla) y Lorenzo Enrique.
De regreso en México, en 1942, solicitó una entrevista con el Sr. Emilio Azcárraga Vidaurreta  en la XEW el cual después de revisar su currículo y debido a la simpatía de Nacho, le concedió 15 minutos en la radio de 7:00 a 7:15 p. m. personificando al Detective Arrid, el cual debía resolver todo un caso en ese lapso de tiempo.
En 1945, fue invitado por Jesús Martínez "Palillo" para realizar su primera película “Palillo Vargas Heredia" En 1947 junto con el Sr. Adalberto Martínez Resortes  realizó la película Voces de primavera, quien por cierto años más tarde se convertiría en su compadre. 
En 1950, conoció a Susana Cabrera y Pompín Iglesias, quien sería su inseparable compañero y con quien realizó un sinnúmero de sketches, caracterizados siempre por su humor blanco.
Incursionó en  alrededor de 46 películas, entre las que destacan La hija del engaño (1951) al lado de Fernando Soler, Abajo el telón (1955) con Cantinflas, La vida no vale nada (1955) protagonizada por Pedro Infante, Autopsia de un fantasma (1968) con todos los cómicos de moda como por ejemplo: Manolín y Shilinsky,  Tintán y Marcelo, Chabelo, entre otros.
Falleció de un infarto de miocardio el 13 de diciembre de 1973 en la Ciudad de México.